# 우간다 철도

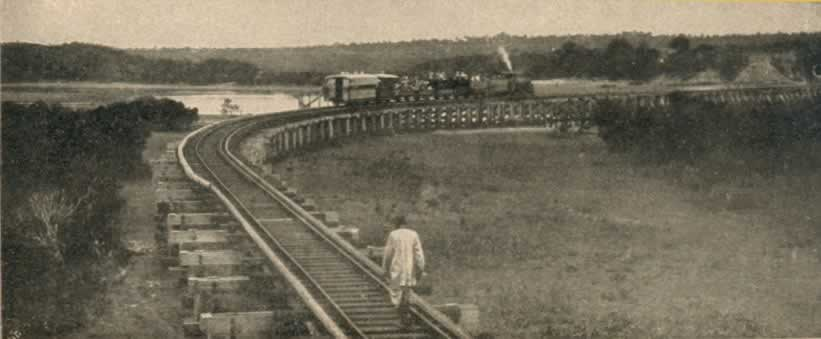
1899년경 몸바사 근처

우간다 철도(영어: Uganda Railway)는 미터 궤도의 철도 시스템이었고 전 영국 국영 철도 회사였다. 이 노선은 우간다와 케냐의 내륙과 케냐의 인도양 항구인 몸바사를 연결했다. 일련의 합병과 분할 이후, 이 노선은 현재 케냐 철도 공사와 우간다 철도 공사의 손에 있다.

## 건설

### 배경
1890년 영국령 동아프리카 회사는 몸바사에서 부시아까지 970km(600마일) 길이의 소달구지 트랙인 매킨논-스클레이터 도로를 건설하기 시작했다.
1890년 7월, 영국은 1890년 브뤼셀 회의에서 합의된 일련의 노예제도 반대 조치에 참여하였다. 1890년 12월, 외무부가 재무부에 보낸 서한은 내륙에서 해안으로 노예들의 왕래를 방해하기 위해 몸바사에서 우간다로 가는 철도를 건설할 것을 제안했다.
우간다에 증기 동력으로 접근하는 영국군은 아프리카 대호수 지역의 지배를 확실히 하기 위해 사람들과 군인들을 수송할 수 있었다.
1891년 12월 제임스 맥도널드 대위는 1892년 11월까지 광범위한 조사를 시작했다. 당시 전국에 캐러밴 루트가 하나밖에 없었기 때문에 맥도널드와 그의 일행은 물이나 식량 공급이 제한된 미지의 루트를 가로질러 4,280마일(6,890km)을 행진해야 했다. 그 조사는 그 지역에 대한 최초의 일반 지도로 이어졌다.
우간다 철도는 케냐가 될 1060km (660마일)의 전체 길이 때문에 그것의 최종 목적지의 이름을 따서 지어졌다. 건설은 1896년 영국령 동아프리카의 항구도시 몸바사에서 시작되었고 1901년 빅토리아호의 동쪽 해안에 있는 키수무에서 끝났다.

### 공학 기술
이 철도는 1,000mm(3피트 3+3⁄8인치) 궤간이며, 사실상 모든 단선으로 역에 통과 루프가 있다. 20만 명의 개인 9m 길이의 레일, 120만 명의 수면자, 20만 명의 피시 플레이트, 40만 개의 피시볼트, 480만 개의 철제 열쇠와 고가교와 둑길용 강철 거더를 인도에서 수입해야 했기 때문에 몸바사의 킬린디니 항구에 현대적인 항구를 건설해야 했다. 이 철도는 우간다와 케냐 모두에게 전략적이고 경제적으로 중요한 성과였다. 그것은 물품 운송에서 인간의 필요성을 제거함으로써 노예제도를 억제하는 데 도움이 되었다.

## 차보의 식인사자
철도의 건설이 가장 주목할 만한 사건은 1898년, 차보강을 가로지르는 다리를 건설하는 동안 다수의 건설 노동자가 살해된 사건이다. 주로 밤에 사냥하는 한 쌍의 갈기 없는 수컷 사자가 적어도 28명의 인도인과 아프리카 인부들을 스토킹하여 죽였다. 일부 기록에 의하면 희생자의 수는 135명에 달한다고 한다.

## 현재 상태

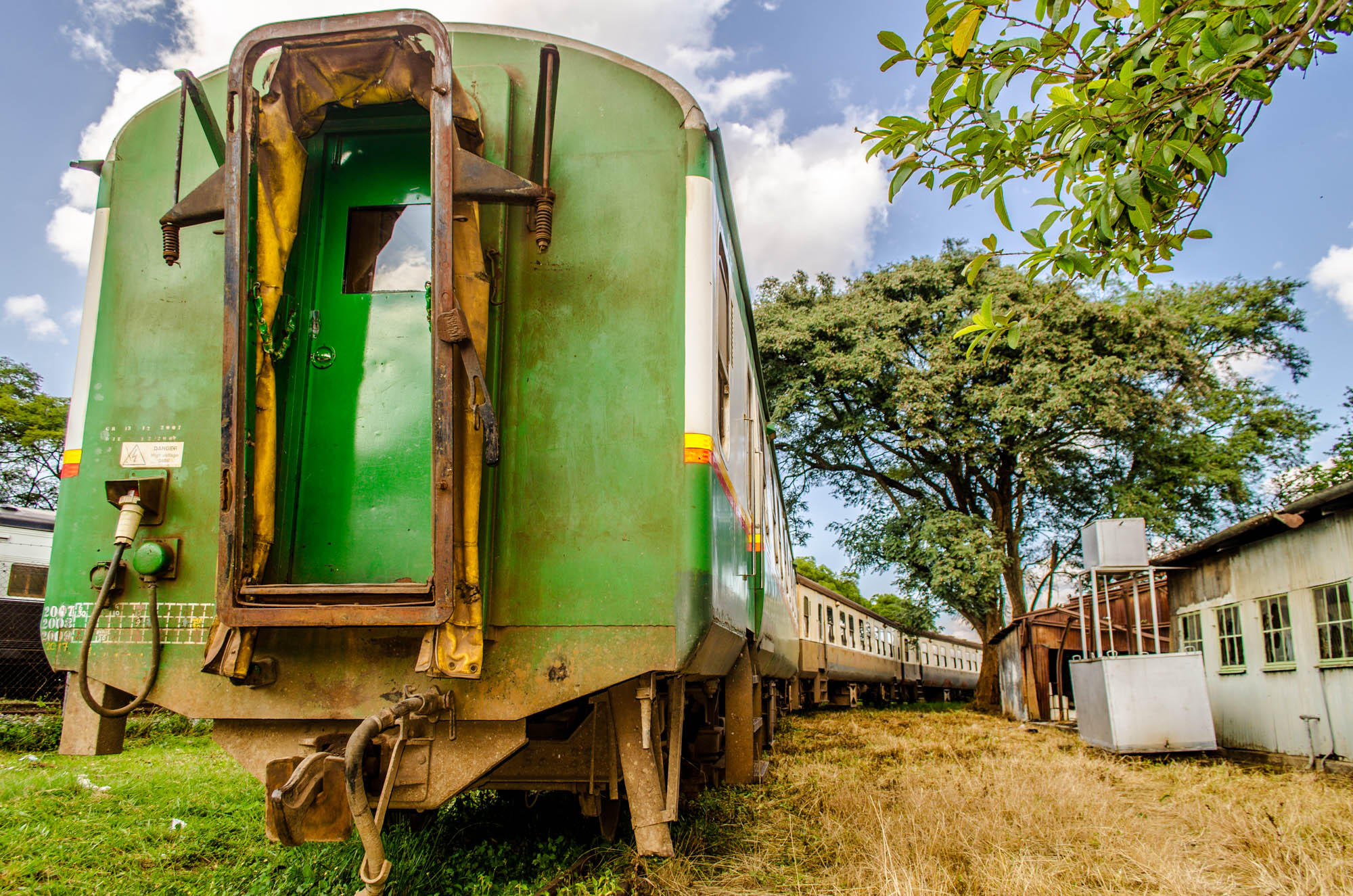
이전 열차 여전히 사용 중 (2017년)

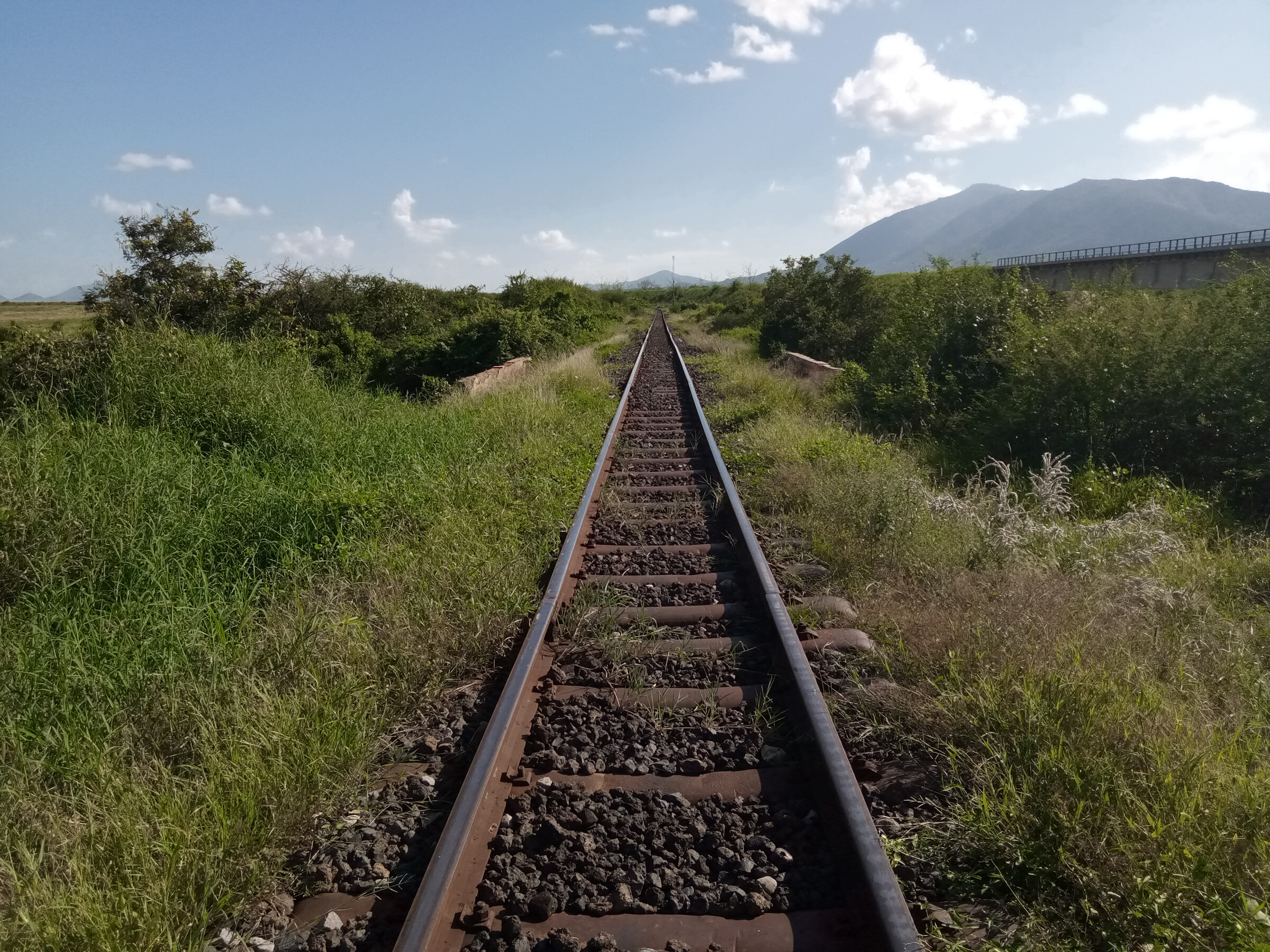
오래된 미터 게이지 선의 대부분의 부분은 방치되어 있고 덤불이 무성하게 자라고 있다.

독립 후, 케냐와 우간다의 철도는 황폐해졌다. 2016년 여름, 《이코노미스트》 잡지의 기자가 나이로비에서 몸바사까지 루나틱 익스프레스를 탔다. 그는 철도가 7시간 늦게 출발하고 24시간이 걸리는 열악한 상태에 있다는 것을 알았다. 몸바사와 나이로비 사이의 마지막 미터 게이지 열차는 2017년 4월 28일에 운행되었다. 케냐-우간다 국경 근처의 나이로비-키수무 간 노선은 2012년부터 폐쇄되었다.